# Англо-голландские войны
Англо-голландские войны (англ. Anglo-Dutch Wars; нидерл. Engels–Nederlandse Oorlogen или Engelse Zeeoorlogen) — серия войн между Англией (позднее Великобританией) и Нидерландами в XVII и XVIII веках за морскую и экономическую гегемонию.

## Предпосылки
В позднее Средневековье и эпоху Возрождения ни англичане, ни голландцы не могли тягаться с такими морскими державами, как Венеция, Генуя, Португалия, Кастилия и Арагон. Однако в XVI веке, когда континент раздирали Религиозные войны, елизаветинская Англия построила мощный флот, предназначенный для приносивших огромный доход каперских вылазок против испанцев. В 1585 году протекавший до этого без объявления войны конфликт вылился в открытую фазу, непосредственным поводом к этому послужила оказанная англичанами поддержка Республике соединённых провинций в её борьбе за независимость от Испании. Эта война, продлившаяся до 1604 года, закончилась формально возвратом к статус-кво, но запомнилась разгромом, учинённым англичанами испанской Непобедимой армаде.
После заключения мира, произошедшего уже после смерти Елизаветы, по указу Якова I нападения английских каперов на испанцев были прекращены, что с одной стороны привело к улучшению отношений между двумя державами, с другой — к пренебрежению англичан флотом. Неудачная для англичан война с Испанией 1625—1630 годов была лишь временным ухудшением отношений. В то же время голландцы, продолжавшие войну с Габсбургами, добились серьёзных успехов в своих каперских рейдах против неприятеля и отобрали у португальцев большинство их торговых постов в Ист-Индии, получив контроль над невероятно прибыльной торговлей специями. Эти операции спровоцировали сверхбыстрый рост голландского торгового флота и, хоть и менее впечатляющее, но всё же очень значительное увеличение флота военного.
В январе 1631 года Карл I подписывает с испанцами ряд секретных соглашений, направленных против голландской морской гегемонии. Он также начал масштабную программу флотостроительства, введя закон о корабельных деньгах. Однако, боясь испортить отношения с могущественным голландским статхаудером Фредериком-Генрихом Оранским, английский король ограничился в своей помощи испанцам данным им разрешением пользоваться английскими кораблями для доставки войск в Дюнкерк. В 1636—1637 годах он также предпринял вялую попытку взимать с голландских рыбаков пошлину за ловлю сельди в Северном море, однако отказался от своей затеи после вторжения голландского флота. Когда в 1639 году большой испанский транспортный флот пытался укрыться в гавани Даунса, Карл не посмел защитить его от нападения голландцев; в итоге произошедшая битва подорвала не только испанское морское могущество, но и репутацию английского короля.
Английская революция и гражданская война 1642—1651 годов ослабила морские позиции Англии: флот оказался разделён так же, как и вся страна. Воспользовавшись этим, голландцы замкнули на себя даже большую часть торговли с английскими колониями в Северной Америке. Однако, уже в 1648—1651 годах ситуация перевернулась. В 1648 году Соединённые провинции заключили с испанцами Мюнстерский мир, по которому бо́льшая часть голландских армии и флота была распущена. Это привело к поставившему страну на грань гражданской войны конфликту между крупнейшими голландскими городами и новым статхаудером Виллемом II; его внезапная смерть в 1650 году лишь усилила разногласия. Тем временем, Оливер Кромвель, объединивший свою страну после раздоров в Английскую республику, создал мощный флот — многочисленный и обладающий прекрасной организованностью и дисциплиной. Англия была готова бросить вызов голландскому торговому господству.
В Англии воцарились антиголландские настроения. Отчасти это было обусловлено старой памятью: голландцев считали неблагодарными за оказанную им ранее помощь в борьбе против испанцев. Теперь же нидерландцы обогнали своих бывших покровителей: они вылавливали большую часть сельди у восточного побережья Англии; вытеснили англичан из Ост-Индии (в данном аспекте особенную ненависть англичан вызывала учинённая голландцами в Индонезии Амбонская резня); апеллируя к принципу свободной торговли, они добивались отмены пошлин в английских колониях. Но помимо старых обид были и другие причины для конфликта: упадок Испании и Вестфальский мир, приведшие к изменению баланса сил в Европе; претензии на колонии Португалии, охваченной войной за независимость; перехват голландцами традиционно контролировавшейся англичанами торговли с Иберийским полуостровом; опасения Кромвеля по поводу возможного усиления оранжистов, традиционно поддерживавших Стюартов и воспринявших в штыки свержение Карла I. В конечном счете, голландцы начали вытеснять англичан с рынков в самой Англии, что оказалось последней каплей. 
В начале 1651 года Кромвель отправил в Гаагу делегацию с предложением к голландцам войти в состав Сообщества и вместе отобрать у испанцев большую часть их американских владений. Пока настроенное на мир большинство в Генеральных Штатах пыталось сформулировать ответ на такое неожиданное предложение, оранжисты настроили народ против послов. По возвращении делегации домой английский парламент, возмущённый неуважительным отношением со стороны голландцев, решил пойти на открытую конфронтацию.

## Первая англо-голландская война (1652—1654)
В октябре 1651 года английский парламент для защиты своих позиций в Северной Америке принял первый Навигационный акт, согласно которому все товары должны были ввозиться в страну на английских судах или на судах стран-экспортёров, но не на судах стран-посредников. Последний пункт не ударял по голландцам напрямую, так как торговля с британцами была относительно незначительным пунктом их доходов, зато служил для английских пиратов идеальным поводом для легального захвата голландских кораблей. Нидерландцы ответили на давление наймом большого количества вооружённых торговых судов. Англичане, в свою очередь, стали требовать от иностранных судов в качестве приветствия своим кораблям спускать флаги, даже в иностранных портах. 29 мая 1652 года лейтенант-адмирал Мартен Тромп отказался совершить такой жест уважения, что спровоцировало Дуврское сражение. Воспользовавшись этим поводом, 1 июля англичане объявили Нидерландам войну.
После ряда незначительных стычек англичане в октябре 1652 года добились успеха в первом серьёзном сражении: морской генерал Роберт Блейк нанёс поражение голландскому вице-адмиралу Витте де Виту в сражении при Кентиш-нок. Решив, что война почти окончена, англичане разделили свои силы, что стало ошибкой — в декабре вдвое ослабленная эскадра Блейка была наголову разбита Мартеном Тромпом в сражении у Данженесса. Голландцы одержали ещё одну значительную победу 14 марта 1653 года в сражении при Ливорно, однако на этом их успехи кончились. Ещё за две недели до этого Блейк, полностью пересмотревший свою тактику, разбил голландцев в Портлендском сражении, выдавив их из Ла-Манша, а после победы у Габбарда — и из Северного моря, что позволило установить блокаду побережья Нидерландов и тем самым нанести сокрушительный удар экономике Соединенных провинций. В решающем Схевингенском сражении 10 августа 1653 года нидерландская флотилия потерпела поражение (кроме того, погиб и адмирал Тромп), однако английский флот понес слишком большие потери и был вынужден снять блокаду, открыв голландское побережье для торговли. После Схевенингена голландцы не завязывали больше крупных сражений и перешли к войне на истощение, в которой имели превосходство за счет огромного размера своего флота. Поскольку обе страны были истощены, а Кромвель к тому моменту распустил воинственно настроенный парламент, стали возможны переговоры о мире.
Война была завершена 5 апреля 1654 года подписанием Вестминстерского договора (ратифицирован Генеральными штатами 8 мая), имевшего секретное приложение — Акт устранения, запрещавший Виллему III Оранскому занимать государственные посты, что позже будет иметь свои последствия. Англичане в ходе войны захватили от 1 200 до 1 500 нидерландских торговых судов. Голландцы вынесли уроки из поражения и развернули программу модернизации флота, позволившую им в некоторой степени сократить качественное отставание от англичан. Кромвель же до конца своей жизни избегал новых конфликтов с Нидерландами, несмотря на учинённый ими разгром его союзникам шведам и португальцам, поскольку был занят войной с испанцами.

## Вторая англо-голландская война (1665—1667)
После английской Реставрации Карл II попытался возвести на пост статхаудера своего племянника Вильгельма III Оранского, используя военное давление. Наложившись на надежды британских торговцев отобрать наконец у голландцев пальму экономического первенства, это вызвало патриотический подъём; по словам Сэмюэла Пипса, страна была «голодной до войны».
Обе стороны в течение войны успели отличиться серьёзными победами: англичане захватили Новые Нидерланды, а голландцы одержали верх в Четырёхдневном сражении. Как бы то ни было, рейд на Медуэй завершил войну победой голландцев, уничтоживших часть английского флота прямо в гавани.
Британцы захватили в ходе войны около 450 торговых кораблей — значительно меньше ожидаемого, что почти не повредило голландцам, в то время как Карл оказался на грани банкротства. Это вкупе со случившимися в ходе войны в Лондоне эпидемией чумы и Великим пожаром (последний в Голландии считали божьей карой за рейд Холмса, захватившего и предавшего огню 140 нидерландских торговых судов) вызвало серьёзные волнения. Из-за опасений короля, как бы эти волнения не вылились в открытый мятеж, лорд-канцлер Кларендон отдал английским послам в Бреде указание заключить мир как можно быстрее. Результатом Бредского мира стало послабление Навигационного акта 1653 года, а также обмен завоеванными территориями — голландцы утратили в пользу англичан Новые Нидерланды, однако получили взамен плантации на Суринаме.

## Третья англо-голландская война (1672—1674)
Англичане быстро восстановили свой флот после предыдущей войны, но, наученные её горьким опытом, теперь уже не рвались в бой. Как бы то ни было, в соответствии с условиями Дуврского договора (секретного англо-французского пакта о совместных действиях против Соединённых провинций) Карл II объявил войну Нидерландам на следующий день после того, как это сделала Франция. В ходе войны, являвшейся частью Голландской войны, наводнение сделало невозможным продвижением французских войск, и было решено атаковать голландцев с моря, но адмирал де Рюйтер разбил англо-французский флот, после чего английский парламент вынудил короля просить мира. Союз с католической Францией против протестантской Голландии не пользовался поддержкой английского парламента, опасавшегося ползучей католизации Англии, так что после Тексельской битвы был заключён Вестминстерский мир 19 февраля 1674 года. Мирный договор устанавливал статус-кво и возвращал сторонам захваченные в ходе войны территории. Скорое заключение мира со стороны Нидерландов объяснялось тем, что республика нуждалась в заключении мира с Англией в свете борьбы с Францией.

## Последствия трёх первых войн
Войны между Англией и Голландией сыграли большую роль в развитии искусства войны на море. В этот период из состава военных флотов практически полностью исчезли вооружённые коммерческие корабли, были пересмотрены ключевые постулаты организации и сам подход к военному флоту, а также разработана линейная тактика, которая будет определять принципы морского сражения на протяжении нескольких следующих веков. Кроме того, была выработана и полноценная морская стратегия войны на море, ставившая главной задачей борьбу с флотом противника для достижения контроля над морем, а не организацию «перекрёстных экспедиций» и преследования торговых судов. В международном плане войны, пережитые Нидерландами, повлекли за собой их уход из списка великих держав — истощенная республика, несмотря на свои победы, за короткий срок пережила несколько очень крупных войн и оказалась не в состоянии поддерживать конкуренцию с крупнейшими игроками дальше. В перспективе это привело к становлению Англии как сильнейшей морской державы мира.

## Четвёртая англо-голландская война (1780—1784)
Славная революция 1688 года завершила англо-голландский конфликт воцарением статхаудера Виллема III Оранского на английском троне как соправителя своей жены Марии. Голландская торговая элита стала использовать в качестве своей операционной базы Лондон, в результате чего экономической рост Нидерландов снизился, а около 1720 года и вовсе прекратился. Около 1780 года английский показатель ВНП на душу населения превысил голландский. Таким образом, появился мотив обиды, обратно направленный имевшему место в прошлом веке: на этот раз голландцы точили зуб на обогнавшего их недавнего союзника. Непосредственным поводом для войны стала оказанная голландцами поддержка американским повстанцам.
Голландский флот к тому моменту представлял собой лишь тень собственного былого величия, поэтому значительных морских битв, за исключением сражения у Доггер-Банки, имевшего неопределенный результат, не произошло. Нидерландцы попробовали было поправить ситуацию постройкой новых кораблей, но англичане ответили на это удвоением собственного флота. Захватив большую часть сохранявшихся за голландцами колоний, британцы пытались склонить противника к принятию статуса протектората. В итоге война завершилась передачей англичанам Нагапаттинама и получением ими разрешения на торговлю в Голландской Ост-Индии в рамках Парижского договора, согласованного 20 мая 1784 г. Далеко идущим последствием войны стало ослабление Нидерландов перед лицом Франции, облегчившее дорогу к установлению в 1795 году Батавской республики, как следствие разрыва союза с Соединённым королевством.
Многие историки, в частности, Стивен Пинкус, считают неверным рассматривать этот конфликт в контексте других англо-голландских войн, мотивируя это принципиальным отличием вызвавших его причин.

## Позднейшие войны
В ходе революционных и Наполеоновских войн Франция сперва превратила Нидерланды в своего сателлита, а в 1810 году и вовсе аннексировала страну. В 1797 году голландский флот был разбит британским в сражении при Кампердауне. Кроме того, во время совместной англо-русской экспедиции в 1799 году англичане смогли увести значительную часть голландского флота. Французы при планировании конфликтов с Великобританией рассчитывали на сохранившиеся нидерландские корабли и верфи, но после Трафальгарского сражения отказались от морской гонки с англичанами, несмотря на сильное голландское противодействие. Британцы, в свою очередь, отобрали у Нидерландов большую часть колоний, кроме Голландской Ост-Индии, Суринама (захваченного ими в мае 1804 года) и торгового поста Дэдзима в Японии. Некоторые историки называют эти конфликты между Великобританией и Батавской республикой, а позднее Королевством Голландия, пятой и шестой англо-голландскими войнами.